# Kościół św. Barbary w Poznaniu
Kościół św. Barbary w Poznaniu – rzymskokatolicki kościół parafialny, zlokalizowany w Poznaniu we wschodniej części Chwaliszewa, w pobliżu mostu na Ostrów Tumski i ówczesnego (nie obecnego) starego koryta Warty. Rozebrany na początku XIX wieku.

## Historia
Kościół istniał już przed 1438. Fundatorem nowego obiektu był Maciej Krośniński, bogaty poznański kanonik, który w 1453 powrócił z pielgrzymki do Rzymu oraz Ziemi Świętej. Akt erygowania świątyni wydał biskup Andrzej Bniński 5 września 1455, ustanawiając tu parafię, do której wcielono pobliski kościół św. Mikołaja stojący na Zagórzu. W 1496 przy kościele wzniesiono szpital pod tym samym wezwaniem z kaplicą św. Doroty wewnątrz.
W okresie rozbiorów rząd pruski zabronił remontowania większości świątyń katolickich, które popadły w zaniedbanie, a często ruinę. Z uwagi na zły stan techniczny świątynia wraz ze szpitalem uległa rozbiórce w początku XIX wieku decyzją biskupa Ignacego Raczyńskiego. Podobny los spotkał wówczas sąsiadujący przez ulicę kościół św. Wawrzyńca wraz ze szpitalem i kościół św. Mikołaja z Zagórza. Dochody i zobowiązania świątyni przeniesiono wtedy na katedrę poznańską.